# 有害液体汚染防止管理者
有害液体汚染防止管理者（ゆうがいえきたいおせんぼうしかんりしゃ）とは、有害液体汚染防止管理者養成講習を受講し、修了した者。

## 概要
有害液体汚染防止管理者とは、有害液体物質の不適切な流出による海洋汚染を防止するために船長を補佐して流出を食い止める資格。

## 有害液体物質
油以外の液体物質（液化石油ガスその他の営温において液体でない物質であって政令で定めるものを除く。次号において同じ）のうち、海洋環境の保全の見地から有害である物質（その混合物を含む）として政令で定める物質であって船舶によりばら積みの液体貨物として輸送されるもの及びこれを含む水バラスト、貨物艙の洗浄水その他船舶内において生じた不要な液体物質（海洋において投入処分をし、又は処分のため燃焼させる目的で船舶に積載される液体物質その他の環境省令で定める液体物質を除く）をいう。

## 未査定液体物質
油及び有害液体物質以外の液体物質のうち、海洋環境の保全の見地から有害でない物質（その混合物を含む）として政令で定める物質以外の物質であって船舶によりばら積みの液体貨物として輸送されるもの及びこれを含む水バラスト、貨物艙の洗浄水その他船舶内において生じた不要な液体物質（海洋において投入処分をし、又は処分のため燃焼させる目的で船舶に積載される液体物質その他の環境省令で定める液体物質を除く）をいう。

## 国土交通省令で定める船舶
有害液体物質を輸送する総トン数200トン以上の船舶（引かれ船等を除く）となっている。

## 受講資格
受講資格はない。ただし、認定書の交付を受けるには、船舶に乗り込んで作業に従事した履歴が必要となる。